# Santa Fé do Araguaia
Santa Fé do Araguaia är en kommun i Brasilien.   Den ligger i delstaten Tocantins, i den centrala delen av landet, 1 000 km norr om huvudstaden Brasília. Antalet invånare är 6 599.
Omgivningarna runt Santa Fé do Araguaia är huvudsakligen savann. Runt Santa Fé do Araguaia är det mycket glesbefolkat, med 4 invånare per kvadratkilometer.